# 11. Revisionssenat des Bundesverwaltungsgerichts
Der 11. Revisionssenat ist ein Spruchkörper des Bundesverwaltungsgerichts. Er ist einer von elf Revisionssenaten, die beim Bundesverwaltungsgericht gebildet wurden.

## Zuständigkeit
Der Senat ist im Geschäftsjahr 2024 zuständig für Sachen aus den Gebieten
1. die Sachen aus dem Gebiet des Rechts des Ausbaues von Energieleitungen einschließlich von Genehmigungen nach dem Bundes-Immissionsschutzgesetz für Anlagen, die dem Betrieb von Energieleitungen dienen, mit Ausnahme des bereits anhängigen Verfahrens 7 A 4.23,
2. Streitigkeiten, die Vorhaben zur Errichtung und zur Anbindung von Terminals zum Import von Wasserstoff und Derivaten betreffen, mit Ausnahme von Streitigkeiten nach dem LNG-Beschleunigungsgesetz

## Geschichte
Der 11. Revisionssenat bestand bereits bis 2001. Mit der Auflösung des damaligen 9. Revisionssenates zu diesem Zeitpunkt wurde der 11. Revisionssenat in 9. Revisionssenat umbenannt. Spätestens Ende 2023 wurde der 11. Revisionssenat erneut errichtet.

## Besetzung
Der Senat ist mit folgenden fünf Berufsrichtern besetzt:
- Vorsitzender: Christoph Külpmann
- Stellvertretender Vorsitzender: Gunther Dieterich
- Beisitzer: Andreas Hammer, Sigrid Emmenegger, Ariane Wiedmann

## Vorsitzende
| Nr. | Name (Lebensdaten)          | Beginn der Amtszeit | Ende der Amtszeit |
| --- | --------------------------- | ------------------- | ----------------- |
| 1   | Christoph Külpmann (* 1972) | 1. November 2023    |                   |